# Grand Prix i volleyboll
Grand Prix i volleyboll avgörs sedan säsongen 1997/1998, och är en årlig volleybollturnering i Sverige som spelas mitt i säsongen, kring kalenderårens skiften. De fyra bäst placerade lagen i herrarnas respektive damernas elitserie när halva serien spelats möts i cupspel. Grand Prix spelades i Katrineholm, med undantag för säsongerna 1997/1998-1999/2000 då spel på andra orter förekom. Sedan säsongen 2015/2016 spelas Grand Prix i Uppsala med Uppsala VBS som lokal arrangör.
Turneringen är näst efter Elitserien (svenska mästerskapet) den mest prestigefyllda volleybolltävlingen i Sverige  För deltagande i europeiskt cupspel (CEV Champions League, CEV Cup och CEV Challenge Cup), dit Sverige har rätt att skicka ett lag, så går platsen i första hand till segraren av Grand Prix.

## Spelorter och slutsegrare[3]

### Herrar
- 1997/1998: Katrineholm - Sollentuna VK
- 1998/1999: Vingåker - Örkelljunga VK
- 1999/2000: Tierp - Hylte VBK
- 2000/2001: Vingåker - Hylte VBK
- 2001/2002: Katrineholm - Örkelljunga VK
- 2002/2003: Katrineholm - Örkelljunga VK
- 2003/2004: Katrineholm - Team Valla LiU
- 2004/2005: Katrineholm - Hylte VBK
- 2005/2006: Katrineholm - Falkenbergs VBK
- 2006/2007: Katrineholm - Habo Wolley 87
- 2007/2008: Katrineholm - Hylte VBK
- 2008/2009: Katrineholm - Falkenbergs VBK
- 2009/2010: Katrineholm - Falkenbergs VBK
- 2010/2011: Katrineholm - Falkenbergs VBK
- 2011/2012: Katrineholm - Linköpings VC
- 2012/2013: Katrineholm - Hylte/Halmstad VBK
- 2013/2014: Katrineholm - Linköpings VC
- 2014/2015: Katrineholm - Linköpings VC
- 2015/2016: Uppsala - Falkenbergs VBK[4]
- 2016/2017: Uppsala - Falkenbergs VBK[5]
- 2017/2018: Uppsala - Linköpings VC[6]
- 2018/2019: Uppsala -  Falkenbergs VBK[7]
- 2019/2020: Uppsala - Sollentuna VK[8]
- 2020/2021: Uppsala - Hylte/Halmstad VBK[9]
- 2021/2022: Ej genomfört
- 2022/2023: Uppsala - Hylte/Halmstad VBK[10]

### Damer

#### Per år
| Säsong                    | Säsong      | Podium             | Podium             | Podium                          |
| År                        | Spelplats   | Guld               | Silver             | Brons                           |
| ------------------------- | ----------- | ------------------ | ------------------ | ------------------------------- |
| 1997/1998 mer information | Katrineholm | Vallentuna VBK     | KFUM Örebro        | Uppsala VBS                     |
| 1998/1999 mer information | Vallentuna  | KFUM Örebro        | Vallentuna VBK     | Uppsala VBS                     |
| 1999/2000 mer information | Örebro      | KFUM Örebro        | Uppsala VBS        | Vallentuna VBK                  |
| 2000/2001 mer information | Vingåker    | KFUM Örebro        | Vallentuna VBK     | Uppsala VBS                     |
| 2001/2002 mer information | Katrineholm | Katrineholms VK    | IKSU               | Engelholms VS                   |
| 2002/2003 mer information | Katrineholm | KFUM Örebro        | Katrineholms VK    | IKSU                            |
| 2003/2004 mer information | Katrineholm | KFUM Örebro        | Vallentuna VBK     | Katrineholms VK                 |
| 2004/2005 mer information | Katrineholm | Vallentuna VBK     | Örebro Volley      | Engelholms VS                   |
| 2005/2006 mer information | Katrineholm | Sollentuna VK      | Engelholms VS      | Vallentuna VBK                  |
| 2006/2007 mer information | Katrineholm | Örebro Volley      | Sollentuna VK      | Engelholms VS                   |
| 2007/2008 mer information | Katrineholm | Vallentuna VBK     | Engelholms VS      | Katrineholms VK                 |
| 2009 mer information      | Katrineholm | Engelholms VS      | Örebro Volley      | Katrineholms VK                 |
| 2010 mer information      | Katrineholm | Engelholms VS      | Katrineholms VK    | Örebro Volley                   |
| 2011 mer information      | Katrineholm | Engelholms VS      | Lindesbergs VBK    | Katrineholms VK                 |
| 2012 mer information      | Katrineholm | Engelholms VS      | Katrineholms VK    | Lindesbergs VBK                 |
| 2013 mer information      | Katrineholm | Katrineholms VK    | Engelholms VS      | Lindesbergs VBK                 |
| 2014 mer information      | Katrineholm | Svedala Volleyboll | Hylte/Halmstad VBK | Gislaveds VBK                   |
| 2015 mer information      | Katrineholm | Engelholms VS      | Lindesbergs VBK    | Hylte/Halmstad VBK              |
| 2016 mer information      | Uppsala     | Engelholms VS      | Hylte/Halmstad VBK | Svedala Volleyboll              |
| 2017 mer information      | Uppsala     | Engelholms VS      | Hylte/Halmstad VBK | Lindesbergs VBK                 |
| 2018 mer information      | Uppsala     | Engelholms VS      | Hylte/Halmstad VBK | Örebro Volley                   |
| 2019 mer information      | Uppsala     | Engelholms VS      | Örebro Volley      | Gislaveds VBK                   |
| 2020 mer information      | Uppsala     | Örebro Volley      | Engelholms VS      | Hylte/Halmstad VBK              |
| 2021 mer information      | Uppsala     | Hylte/Halmstad VBK | Engelholms VS      | Örebro Volley och Sollentuna VK |
| 2023 mer information      | Uppsala     | Engelholms VS      | Örebro Volley      | Linköpings VC                   |
| 2024 mer information      | Uppsala     | Örebro Volley      | Hylte/Halmstad VBK | Engelholms VS                   |

#### Medaljliga
| Pos. | Lag                | Guld | Silver | Brons |
| ---- | ------------------ | ---- | ------ | ----- |
| 1    | Engelholms VS      | 10   | 5      | 4     |
| 2    | KFUM Örebro        | 5    | 1      | -     |
| 3    | Örebro Volley      | 3    | 4      | 3     |
| 4    | Vallentuna VBK     | 3    | 3      | 2     |
| 5    | Katrineholms VK    | 2    | 3      | 4     |
| 6    | Hylte/Halmstad VBK | 1    | 5      | 2     |
| 7    | Sollentuna VK      | 1    | 1      | 1     |
| 8    | Svedala Volleyboll | 1    | -      | 1     |
| 9    | Lindesbergs VBK    | -    | 2      | 3     |
| 10   | Uppsala VBS        | -    | 1      | 3     |
| 11   | IKSU               | -    | 1      | 1     |
| 12   | Gislaveds VBK      | -    | -      | 2     |
| 13   | Linköpings VC      | -    | -      | 1     |

### Fotnoter
1. ↑  ”Grand Prix-helgen är här!”. Svenska volleybollförbundet. https://svbf-web.dataproject.com/NewsDetails.aspx?ID=233&NewsID=1866. Läst 12 maj 2022.
2. ↑  ”Tävlingsbestämmelser 2022/2023”. Svenska volleybollförbundet. https://www.volleyboll.se/download/18.dab8d611848dea8e05662c2/1669042804694/tavlingsbestammelser-volleyboll-2022-23_version-2.pdf. Läst 28 september 2023.
3. ↑  ”Historik Grand Prix”. Svenska volleybollförbundet. Arkiverad från originalet den 2 september 2016. https://web.archive.org/web/20160902085520/http://www.volleyboll.se/volleyboll/Tavling/HistorikGrandPrix/. Läst 1 oktober 2023.
4. ↑  Rihaneh Rouhani (10 januari 2016). ”Hylte/Halmstad överkörda i Grand Prix”. SVT Sport. http://www.svt.se/sport/volleyboll/hylte-halmstad-overkorda-i-grand-prix/. Läst 2 augusti 2009.
5. ↑  Herman Sewelén (9 januari 2017). ”Grand Prix-guld till Falkenberg efter drama”. Svenska volleybollförbundet. Arkiverad från originalet den 14 augusti 2017. https://web.archive.org/web/20170814140042/http://www.volleyboll.se/volleyboll/Nyheter/Nyhetsarkiv/GrandPrix-guldtillFalkenbergefterdrama/. Läst 14 augusti 2017.
6. ↑  ”Grand Prix Herrar 2017/18”. Svensk Volleyboll. https://svbf-web.dataproject.com/CompetitionMatches.aspx?ID=95&PID=136.
7. ↑  ”Grand Prix Herrar 2018/19”. Svensk Volleyboll. https://svbf-web.dataproject.com/CompetitionHome.aspx?ID=128.
8. ↑  ”Grand Prix Herrar 2019/20”. Svensk Volleyboll. https://svbf-web.dataproject.com/CompetitionMatches.aspx?ID=169&PID=242.
9. ↑  ”Grand Prix Herrar 2020/21”. Svensk Volleyboll. https://svbf-web.dataproject.com/CompetitionHome.aspx?ID=232.
10. ↑  ”Grand Prix Herrar 2022/23”. Svensk Volleyboll. https://svbf-web.dataproject.com/CompetitionMatches.aspx?ID=329&PID=430.
11. ↑  Då tävlingen genomfördes – kan skilja sig från namnet på tävlingen
12. 1 2 3 4 5 6 7 8 9 10 11 12 13 14 15 16 17 18 19 20 21 22 23 24 25 26 27 28 29 30 31 32 33 34 35 36 37 38 39 40 41 42 43 44 45 46 47 48 49 50 51 52 53 54 55  ”Historik GP - matchresultat” (på engelska). Svenska Volleybollförbundet. 9 september 2017. https://web.archive.org/web/20170909084254/http://www.volleyboll.se/volleyboll/tavling/HistorikGrandPrix/HistorikGP-matchresultat/. Läst 13 oktober 2023.
13. 1 2  ”Volleyboll: Örkelljunga och Örebro GP-vinnare”. Expressen. 6 januari 2003. https://www.expressen.se/sport/volleyboll-orkelljunga-och-orebro-gp-vinnare/. Läst 1 oktober 2023.
14. 1 2 3  ”Grand Prix 2011”. Svenska Volleybollförbundet. https://svbf-web.dataproject.com/CompetitionMatches.aspx?ID=8&PID=11. Läst 29 april 2023.
15. 1 2 3  ”Grand Prix 2012”. Svenska Volleybollförbundet. https://svbf-web.dataproject.com/CompetitionMatches.aspx?ID=17&PID=19. Läst 29 april 2023.
16. 1 2 3  ”Grand Prix 2013”. Svenska Volleybollförbundet. https://svbf-web.dataproject.com/CompetitionMatches.aspx?ID=23&PID=29. Läst 29 april 2023.
17. 1 2 3  ”Grand Prix 2014”. Svenska Volleybollförbundet. https://svbf-web.dataproject.com/CompetitionMatches.aspx?ID=38&PID=61. Läst 29 april 2023.
18. 1 2 3  ”Grand Prix 2015”. Svenska Volleybollförbundet. https://svbf-web.dataproject.com/CompetitionMatches.aspx?ID=48&PID=71. Läst 29 april 2023.
19. 1 2 3 4  ”Grand Prix 2015/16”. Svenska Volleybollförbundet. https://svbf-web.dataproject.com/CompetitionMatches.aspx?ID=62&PID=85. Läst 29 april 2023.
20. 1 2 3 4  ”Grand Prix 2016/17”. Svenska Volleybollförbundet. https://svbf-web.dataproject.com/CompetitionMatches.aspx?ID=71&PID=94. Läst 29 april 2023.
21. 1 2 3 4  ”Grand Prix 2017/18”. Svenska Volleybollförbundet. https://svbf-web.dataproject.com/CompetitionMatches.aspx?ID=96&PID=137. Läst 29 april 2023.
22. 1 2 3 4  ”Grand Prix Damer 2018/19”. Svenska Volleybollförbundet. https://svbf-web.dataproject.com/CompetitionMatches.aspx?ID=129&PID=189. Läst 29 april 2023.
23. 1 2 3 4  ”Grand Prix Damer 2019/20”. Svenska Volleybollförbundet. https://svbf-web.dataproject.com/CompetitionMatches.aspx?ID=167&PID=240. Läst 29 april 2023.
24. ↑  ”Grand Prix Damer 2020/21”. Svenska Volleybollförbundet. https://svbf-web.dataproject.com/CompetitionMatches.aspx?ID=233&PID=321. Läst 14 oktober 2023.
25. 1 2 3 4  ”Grand Prix Damer 2020/21”. Svenska Volleybollförbundet. https://svbf-web.dataproject.com/CompetitionHome.aspx?ID=233. Läst 12 maj 2022.
26. 1 2 3 4 5  ”Grand Prix Damer 2022/23”. Svenska Volleybollförbundet. https://svbf-web.dataproject.com/CompetitionMatches.aspx?ID=330&PID=429. Läst 29 april 2023.
27. 1 2 3  ”Grand Prix Damer 2023/24”. Svenska Volleybollförbundet. https://svbf-web.dataproject.com/CompetitionMatches.aspx?ID=377&PID=479. Läst 8 mars 2024.
28. ↑  De går inte att ändra direkt i tabellen. Däremot bör tabellen föregås av en tabell över samtliga tävlingstillfällen. Därifrån går det att ändra uppgifterna för varje tävlingstillfälle. Om uppgifterna där är ofullständiga blir även sammanställningen ofullständig.